# 松永二三男の夕ラジ
松永二三男の夕ラジ（まつながふみおのゆうラジ）は、アール・エフ・ラジオ日本と岐阜放送ラジオで、プロ野球中継が実施されない日曜日の予備番組（レインコート番組　オフシーズンは毎週）枠で放送された情報番組である。

## 概要
2012年4月8日開始。2013年3月24日終了。
元日本テレビアナウンサー・松永二三男と、フリーアナウンサーの前田真理が、スポーツ・文化など様々な方面で活動する著名人をゲストに迎えてのトークと、リスナーから寄せられたメッセージ、最新のニュース・スポーツ情報を展開した。
2012年7月からは前田に代わって元山梨放送アナウンサーの石河茉美がアシスタントを務めた。
同年10月からは毎週日曜日18時から20時までのレギュラー番組として放送した。
番組では一貫して「ありがとう」をテーマにした。
2013年からはラジオパーソナリティのタローと共に、みんなで呼ぼう2020東京オリンピックというコーナーを新設し、ラジオを通じて2020年東京オリンピック招致実現に向け、様々なゲストを迎え色々な角度から検証した。
その他全国のアンテナショップを紹介する「ふるさとの話をしよう」や「週刊石河ウォーカー」などのコーナーもあった。

## 放送日時
- 2012年度上半期　不定期・日曜日 17時55分 - 19時30分
  - 原則としてラジオ日本ジャイアンツナイターで読売ジャイアンツ主催試合が組まれず、試合が放送されない日に放送される。
  - 巨人主催試合がある場合、ラジオ日本ではそのナイター（ナイター生中継もしくはデーゲーム録音放送）、ぎふチャンではもう一つの予備番組『ダッシュ一番歌謡曲』が放送される。
- 2012年度下半期　毎週日曜日18時 - 20時レギュラー番組として放送

## パーソナリティ
- 松永二三男
- 前田真理（2012年4 - 6月）
- 石河茉美（2012年7月 - 2013年3月）
- タロー（2013年1 - 3月）